# Alethriko
Alethriko (en griego: Αλεθρικό; en turco: Aletriko) es un pueblo en el Distrito de Lárnaca, en Chipre, al oeste de la ciudad de Lárnaca. El primer censo conocido fue llevado a cabo bajo dominio otomano en 1831 e incluía únicamente a los hombres: había en total 46 griegos y 18 turcos. En el censo de 1891 la población de Alethriko constaba de 37 turcos y 233 griegos de ambos sexos. En 2011 su población era de 1,101 habitantes.